# Bisdom Ngong
Het bisdom Ngong (Latijn: Dioecesis Ngongensis) is een rooms-katholiek bisdom met als zetel Ngong, in Kenia. Het bisdom is suffragaan aan het aartsbisdom Nairobi. 

## Geschiedenis
Het bisdom werd opgericht op 20 oktober 1959, als de apostolische prefectuur Ngong, uit delen van het aartsbisdom Nairobi en het bisdom Kisumu. Op 9 december 1976 werd het verheven tot bisdom. 

## Parochies
Het bisdom had in 2021 een oppervlakte van 47.000 km2 en telde 1.945.730 inwoners waarvan 11,8% rooms-katholiek was.

## Ordinarii

### Prefecten
- Joannes de Reeper (15 januari 1960 - 16 januari 1964)

### Bisschoppen
- Colin Cameron Davies (prefect: 9 juli 1964, bisschop: 9 december 1976 - 23 november 2002)
- Cornelius Schilder (23 november 2002 - 1 augustus 2009)
- John Oballa Owaa (7 januari 2012 - heden)